# Parafia Najświętszej Maryi Panny Królowej Polski w Borowej
Parafia Najświętszej Maryi Panny Królowej Polski w Borowej – parafia znajdująca się w dekanacie Oleśnica zachód w archidiecezji wrocławskiej. Erygowana została w 1988 roku.
Obsługiwana przez księży archidiecezjalnych.

## Parafialne księgi metrykalne
| Księgi metrykalne | Okres ewidencji |
| ----------------- | --------------- |
| chrztów           | od 1988         |
| ślubów            | od 1988         |
| zgonów            | od 1988         |